# Place du Commerce (Nantes)
Pour les articles homonymes, voir Place du Commerce.
La place du Commerce (le nom de place Sarajevo qui lui est aussi attribué n'a rien d'officiel) est une place piétonne de Nantes, en France. Il s'agit d'un centre névralgique de la vie nantaise, notamment parce que la principale station des transports en commun de l'agglomération nantaise en est toute proche.

## Situation et accès
La place se trouve dans le centre-ville à la limite ouest de la cité médiévale. Elle est bordée au sud par l'allée de la Bourse (ancien quai de Loire), tandis que quatre artères y aboutissent : les rues Thurot et François-Salières à l'angle nord-ouest, ainsi que les rues du Port-au-Vin et de Gorges à l'angle nord-est.

## Historique
Au Moyen Âge, vers le XIIe – XIIIe siècle, elle était appelée place du port au Vin car son côté sud était autrefois baigné par un bras de la Loire, appelé plus tard « Bras de la Bourse », par lequel arrivaient les bateaux marchands, qui assurait une partie du trafic maritime du port de Nantes (la place du Bouffay qui, trop éloignée de l'estuaire et séparée de lui par de nombreux ponts, avait été progressivement abandonnée par les armateurs au profit de ce « port aval », ne gardant qu'une activité de port fluvial). De plus, la place était également bordée à l'est, par les douves qui arrosaient les murailles de la ville (notamment le quartier autour de l'église Saint-Nicolas qui était alors de construction récente) : la dénomination de la rue des Vieilles-Douves située à proximité de la place Royale (qui se situe elle-même juste derrière la place du commerce) en est un témoignage. Le « Port au vin » se trouvait donc en dehors de la cité.
L'accroissement de l'activité maritime, à partir du XVe siècle, amène progressivement les armateurs à créer de nouvelles installations portuaires encore plus en aval, vers ce qui va devenir au XVIIIe siècle, le quai de la Fosse. Le Port au vin va donc devenir la principale place financière de Nantes, où toutes sortes de transactions se font, elle porte alors le nom « Place du Commerce ». À cette même époque, un pont reliant la place à l'île Feydeau récemment urbanisée est également édifié, on le baptise « pont Feydeau ». Celui-ci sera bientôt remplacé par le « pont de la Bourse ».
La bourse de commerce de Nantes, créée en 1640, s'installe sur la place en 1724. L'urbanisation du quartier durant la seconde moitié du XVIIIe siècle entraîne la construction du palais de la Bourse (conçu par Mathurin Crucy à qui l'on doit aussi la place Graslin).
En 1851, le chemin de fer arrive à Nantes et la ligne est aussitôt prolongée vers l'ouest pour desservir la côte. Les voies longent alors les quais du Bras de la Bourse, passant au sud de la place. La gare de la Bourse est construite à proximité, à l'extrémité est du quai de la Fosse.
En 1926, pour remédier aux problèmes d'ensablement de la Loire et à l'étroitesse des quais régulièrement emportés par les crues du fleuve, la municipalité nantaise décide le comblement d'une portion de l'Erdre et de deux bras de la Loire, dont celui de la Bourse. Les travaux permettent ainsi de dévier la ligne de chemin de fer vers le sud, puis de l'enfouir dans l'un des anciens lits du fleuve qui fut comblé (ex-« Bras de l'Hôpital »). Le bras de la Bourse laisse alors la place à l'actuel Cours Franklin-Roosevelt.
Jusqu'en septembre 1979, la place du Commerce accueillait la principale station des transports en commun avec en son centre un « Point Info Vente » (PIV) installé dans un bâtiment construit dans les années 1950 que l'on surnomma le « manège ». Le « Kiosque Info Vente » (KIV) qui remplacera le PIV, s'installera à la nouvelle station, cours Franklin-Roosevelt, en octobre 1980. Le transfert du pôle d'échanges des transports rendit dès lors possible le creusement d'un parking-silo de 554 places (le permis de construire est délivré en 1986, les travaux effectués en 1988), et s'accompagna d'un réaménagement de la place qui fut piétonisée, tout comme les rues avoisinantes.
Au cours des années 1990, la place est rebaptisée par des manifestants « place Sarajevo » en solidarité avec le terrible siège subi par les habitants de la capitale de la Bosnie-Herzégovine pendant les guerres de Yougoslavie. Cependant, le nom officiel reste « place du Commerce » et ce malgré la présence de plaques de rues attestant de ce deuxième nom.

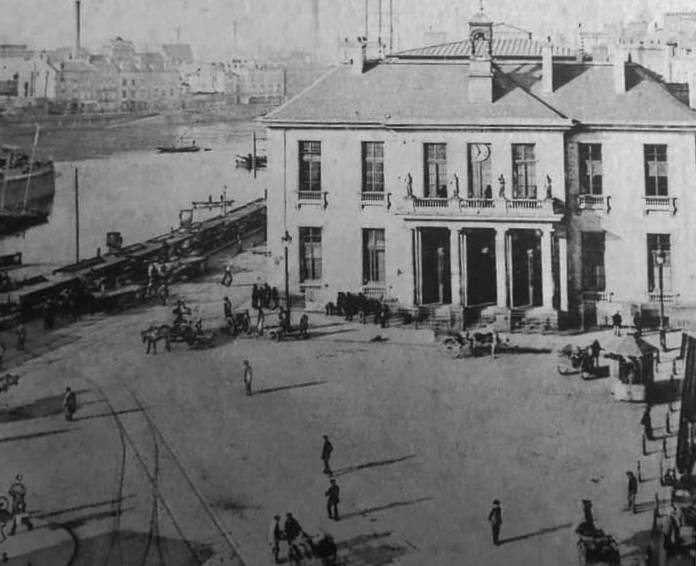
Le palais de la Bourse donnant sur la place, bordée par le bras de la Bourse, qui disparaîtra avec les comblements de la Loire réalisés de 1926 à 1946.
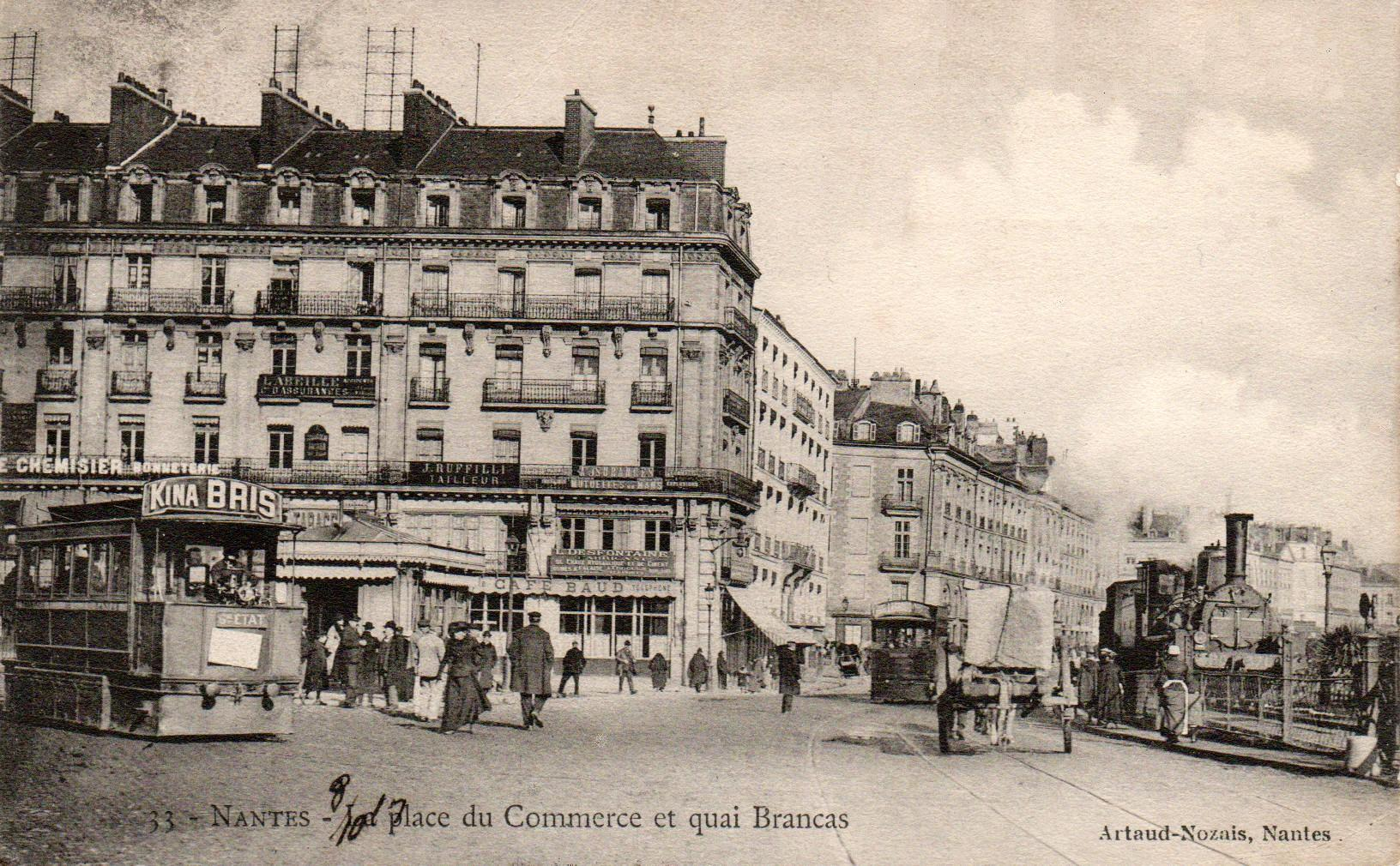
La place avant 1917, du temps des tramways Mékarski.
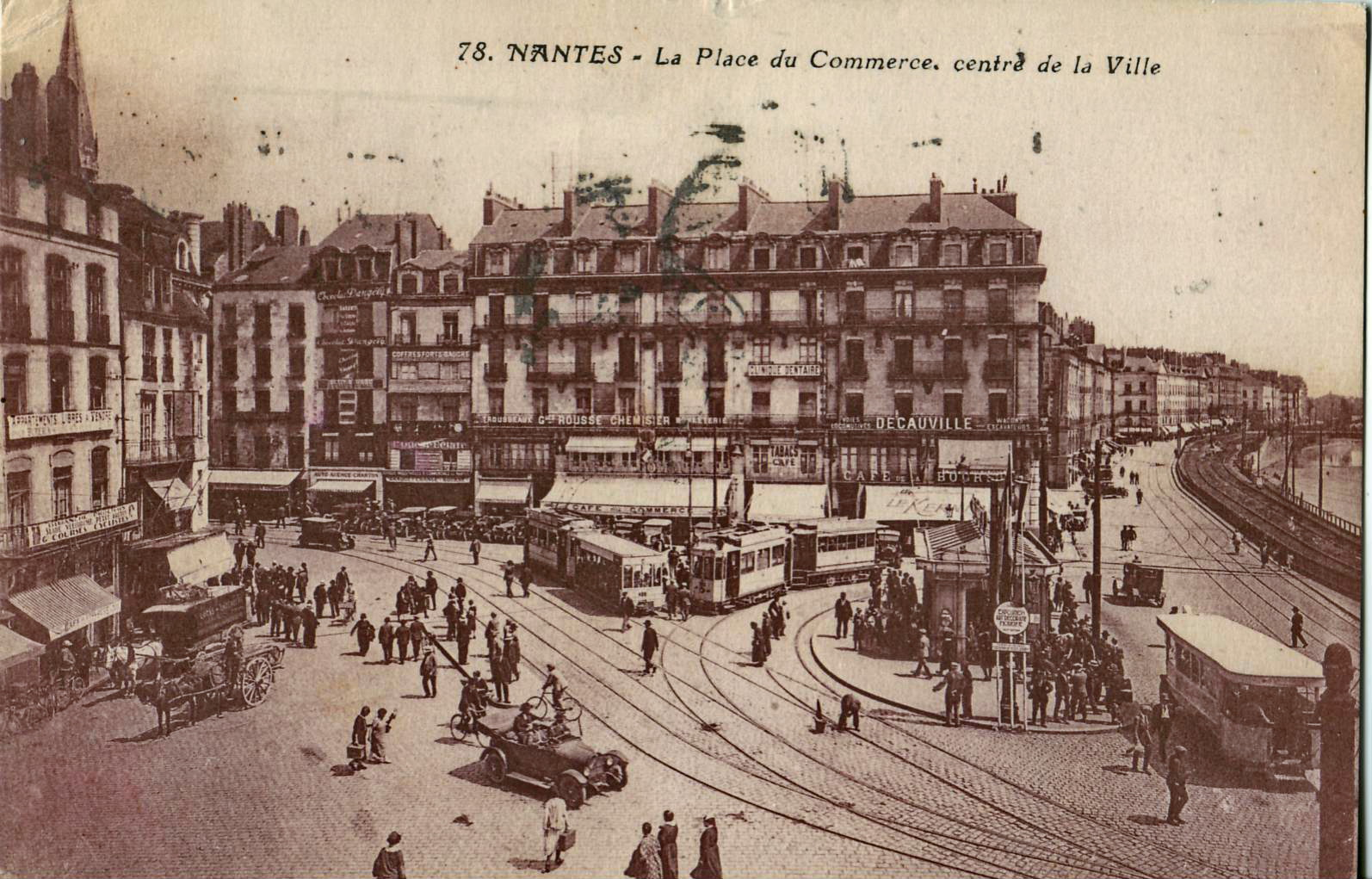
Sur cette carte postale d'avant 1926, on voit l'emprise du chemin de fer, ainsi que l'implantation complexe des voies de l'ancien tramway de Nantes.

## Bâtiments remarquables et lieux de mémoire

### La place aujourd'hui
La place accueille des terrasses de café, mais aussi plusieurs enseignes nationales telles que : la Fnac installée dans l'ancien « palais de la Bourse » ou un McDonald's situé à l'entrée de la rue de Gorges non loin de la place Royale. Ouvert en 1963, le cinéma Gaumont est désormais un multiplexe qui regroupe actuellement douze salles totalisant 1 945 places, construit au no 12, à l'emplacement des locaux du quotidien disparu Le Phare de la Loire (ancêtre de Presse-Océan).

### Omnibus
Stanislas Baudry, médecin et ancien officier de l'Empire, acheta une minoterie dans le quartier de Richebourg (à l'est du château des Ducs) et y utilise la première machine à vapeur de la région. Cette machine produisant un grand volume d’eau chaude, il a l’idée d’ouvrir un établissement de bains à proximité. Le manque de clientèle l'amène à ouvrir une ligne de transports en commun depuis la place jusqu'à son établissement. Celle-ci est couverte par deux voitures à chevaux d'une capacité de 16 personnes et baptise ces véhicules : « Voiture des Bains de Richebourg ».
Place du Port-au-Vin, les voitures avaient l'habitude de stationner devant la boutique du chapelier Omnes, qui avait pour slogan, « Omnès Omnibus » (« Omnès pour tous »).
Si les établissements de bains de Baudry n'étaient guère plus fréquentés, par contre, la ligne rencontre très vite du succès, les Nantais prenant l'habitude de l'utiliser pour leur transport quotidien. Les habitants ayant pris habitude de dire « je vais à Omnibus », puis « je vais prendre l'Omnibus » ce qui donna le nom à ce véhicule.
Baudry ferme sa minoterie et son établissement de bains, puis se lance dans le transport d'abord à Nantes en créant le 10 août 1826, sa première compagnie : « La Dame Blanche », puis il fera ensuite carrière à Paris où il créera un réseau de 18 lignes d'autobus.